# Шчечинек
Шчечѝнек (на полски: Szczecinek; на кашубски: Nowé Sztetëno; на немски: Neustettin; на шведски: Nien Stettin; на латински: Nova Stetin) е град в Северна Полша, Западнопоморско войводство. Административен център е на Шчечинешки окръг, както и на селската Шчечинешка община, без да е част от нея. Самият град е обособен в самостоятелна община с площ 48,63 км2.

## География
Градът се намира в историческия регион Померания. Разположен е край езерото Тшешецко, във физикогеографския макрорегион Западнопоморска езерна област. Отстои на 69 километра югоизточно от Кошалин и на 71 километра северно от Пила.

## История
Градът е основан през 1310 година от княз Варчислав IV. В периода 1950 – 1998 г. е част от Кошалинското войводство.

## Население
Населението на града възлиза на 40 292 души (2017 г.). Гъстотата е 829 души/км2.

## Личности
Родени в града
- Александър Волшчан – полски астроном
- Лотар Бухер – немски политик
- Ханс Крюгер – немски политик

## Градове партньори
- Bergen op Zoom, Нидерландия
- Нойщрелиц, Германия
- Noyelles-sous-Lens, Франция
- Сьодерхамн, Швеция

## Фотогалерия
- Църква „Рождество Богородично“
- Замъкът в Шчечинек
- Панорамен изглед